# Scheloribates confundatus
Scheloribates confundatus är en spindeldjursart som beskrevs av Sellnick 1928. Scheloribates confundatus ingår i släktet Scheloribates, och familjen Scheloribatidae. Arten är reproducerande i Sverige.